# Kim Chan
Kim Shung Chan (Guangdong, 28 dicembre 1917 – New York, 5 ottobre 2008) è stato un attore cinese.

## Biografia
Nacque nel 1917 in Cina nella provincia di Guangdong, suo padre era proprietario di un ristorante, ed emigrò negli Stati Uniti nel 1928; il padre un uomo molto severo, lo mando via di casa un giorno per colpa di un giorno passato al cinema, così il giovane Chan si adattò a vivere per strada, lavorando nelle lavanderie o nei ristoranti; il suo sogno era però quello di lavorare come attore nel cinema americano.
Il suo primo piccolo ruolo lo ottenne nel 1951 nella serie televisiva Suspense; seguono poi altri piccoli ruoli in film come: Il gufo e la gattina (1970), Squadra antigangsters (1979), Re per una notte (1982), Oltre il ponte di Brooklyn (1984), Cotton Club (1984), Cercasi Susan disperatamente (1985), 9 settimane e ½ (1986), Nessuna pietà (1986), Alice (1990); partecipò poi con ruoli di supporto negli anni '90 a film famosi come Il quinto elemento (1997), e L'avvocato del diavolo (1997) accanto ad Al Pacino; Chan è probabilmente ricordato per il suo ruolo dello zio Benny in Arma letale 4 (1998) dove affianca Mel Gibson e Jet Li; anche nel nuovo millennio l'attore cinese lavora in molte produzioni tra le quali possiamo ricordare Due cavalieri a Londra (2003) con Jackie Chan, e Solo 2 ore (2006) con Bruce Willis.
L'attore è morto per cause naturali all'età di 90 anni nella sua casa di Brooklyn il 5 ottobre del 2008.

## Filmografia parziale
- Il gufo e la gattina (The Owl and the Pussycat), regia di Herbert Ross (1970)
- Squadra antigangsters, regia di Bruno Corbucci (1979)
- Re per una notte (The King of Comedy), regia di Martin Scorsese (1983)
- Oltre il ponte di Brooklyn (Over the Brooklyn Bridge), regia di Menahem Golan (1984)
- Cotton Club, regia di Francis Ford Coppola (1984)
- Cercasi Susan disperatamente (Desperately Seeking Susan), regia  di Susan Seidelman (1985)
- 9 settimane e ½, (9½ Weeks), regia di Adrian Lyne (1986)
- Nessuna pietà (No Mercy), regia di Richard Pearce (1986)
- Attrazione fatale (Fatal Attraction), regia di Adrian Lyne (1987)
- Alice, regia di Woody Allen (1990)
- il quinto elemento (Le Cinquième élément), regia di Luc Besson (1997)
- l'avvocato del diavolo (The Devil's Advocate), regia di Taylor Hackford (1997)
- Arma letale 4 (Lethal Weapon 4), regia di Richard Donner (1998)
- The Corruptor - Indagine a Chinatown (The Corruptor), regia di James Foley (1999)
- Due cavalieri a Londra (Shanghai Knights), regia di David Dobkin (2003)
- Solo 2 ore (16 Blocks), regia di Richard Donner (2006)

## Doppiatori italiani
Nelle versioni in italiano delle opere in cui ha recitato, Kim Chan è stato doppiato da:
- Dante Biagioni in Kung Fu: La leggenda continua, Law & Order - Unità vittime speciali
- Giorgio Lopez in Arma Letale 4, Due cavalieri a Londra
- Vittorio Stagni in Squadra antigangsters
- Pino Ammendola in Law & Order - I due volti della giustizia (ep. 2x10)
- Enrico Bertorelli in Law & Order - Criminal Intent